# Major League Baseball 2009
Major League Baseball 2009 spelades mellan den 5 april och 4 november 2009 och vanns av New York Yankees efter finalseger mot Philadelphia Phillies med 4-2 i matcher. Major League Baseball bestod säsongen 2009 av 30 lag uppdelade i två ligor, American League (14 lag) och National League (16 lag), där alla lag spelade 162 matcher vardera, med 81 matcher hemma och 81 matcher borta. Varje liga var uppdelade i tre divisioner, med fyra, fem eller sex lag i varje, där varje divisionsvinnare gick vidare till slutspel tillsammans med det i övrigt bästa laget i varje division (så kallat "wild card-lag").

## Tabeller
American League bestod av 14 lag, varav fem lag i East och Central Division och fyra lag i West Central Division, medan National League bestod av 16 lag, varav fem i East och West Division och sex lag i Central Division. Totalt 162 matcher spelades per lag, varav 81 lag hemma och 81 lag borta. Från American League gick New York Yankees, Minnesota Twins och Los Angeles Angels of Anaheim vidare till slutspel som divisionssegrare och Boston Red Sox vidare som wild card; från National League gick Philadelphia Phillies, St. Louis Cardinals och Los Angeles Dodgers vidare till slutspel som divisionssegrare och Colorado Rockies vidare som wild card. I American Leagues Central Division vann Minnesota Twins och Detroit Tigers samma antal matcher, så för att avgöra vilket lag som skulle vinna divisionen spelades ett playoff, som Minnesota Twins vann med 6-5. Utöver det ställdes matchen mellan Chicago Cubs och Pittsburgh Pirates in i omgång 159, så de båda lagen spelade bara 161 matcher under säsongen.
| East Division     | V   | F  | %    |
| ----------------- | --- | -- | ---- |
| New York Yankees  | 103 | 59 | .636 |
| Boston Red Sox    | 95  | 67 | .586 |
| Tampa Bay Rays    | 84  | 78 | .519 |
| Toronto Blue Jays | 75  | 87 | .463 |
| Baltimore Orioles | 64  | 98 | .395 |

| Central Division   | V  | F  | %    |
| ------------------ | -- | -- | ---- |
| Minnesota Twins    | 86 | 76 | .531 |
| Detroit Tigers     | 86 | 76 | .531 |
| Chicago White Sox  | 79 | 83 | .488 |
| Cleveland Indians  | 65 | 97 | .401 |
| Kansas City Royals | 65 | 97 | .401 |

| West Division                 | V  | F  | %    |
| ----------------------------- | -- | -- | ---- |
| Los Angeles Angels of Anaheim | 97 | 65 | .599 |
| Texas Rangers                 | 87 | 75 | .537 |
| Seattle Mariners              | 85 | 77 | .525 |
| Oakland Athletics             | 75 | 87 | .463 |

| East Division         | V  | F   | %    |
| --------------------- | -- | --- | ---- |
| Philadelphia Phillies | 93 | 69  | .574 |
| Florida Marlins       | 87 | 75  | .537 |
| Atlanta Braves        | 86 | 76  | .531 |
| New York Mets         | 70 | 92  | .432 |
| Washington Nationals  | 59 | 103 | .364 |

| Central Division    | V  | F  | %    |
| ------------------- | -- | -- | ---- |
| St. Louis Cardinals | 91 | 71 | .562 |
| Chicago Cubs        | 83 | 78 | .516 |
| Milwaukee Brewers   | 80 | 82 | .494 |
| Cincinnati Reds     | 78 | 84 | .481 |
| Houston Astros      | 74 | 88 | .457 |
| Pittsburgh Pirates  | 62 | 99 | .385 |

| West Division        | V  | F  | %    |
| -------------------- | -- | -- | ---- |
| Los Angeles Dodgers  | 95 | 67 | .586 |
| Colorado Rockies     | 92 | 70 | .568 |
| San Francisco Giants | 88 | 74 | .543 |
| San Diego Padres     | 75 | 87 | .463 |
| Arizona Diamondbacks | 70 | 92 | .432 |

## Slutspel
Slutspelet bestod av tre omgångar, Division Series (DS), League Championship Series (LCS) och World Series (WS). De två första omgångarna spelades inom varje liga, så lagen inom American respektive National League mötte varandra i DS och LCS, vilket innebar att en vinnare av American League och National League korades. Dessa två möttes i World Series, som även var finalen. Till slut vann New York Yankees American League och Philadelphia Phillies vann National League. World Series vanns av New York Yankees efter seger i World Series med 4-2 i matcher.

### Division Series
- New York Yankees – Minnesota Twins 3–0 i matcher
  - 7–2; 4–3; 4–1
- Los Angeles Angels of Anaheim – Boston Red Sox 3–0 i matcher
  - 5–0; 4–1; 7–6
- Philadelphia Phillies – Colorado Rockies 3–1 i matcher
  - 5–1; 4–5; 6–5; 5–4
- Los Angeles Dodgers – St. Louis Cardinals 3–0 i matcher
  - 5–3; 3–2; 5–1

### League Championship Series
- New York Yankees – Los Angeles Angels of Anaheim 4–2 i matcher
  - 4–1; 4–3; 4–5; 10–1; 6–7; 5–2
- Los Angeles Dodgers – Philadelphia Phillies 1–4 i matcher
  - 6–8; 2–1; 0–11; 4–5; 4–10

### World Series
- New York Yankees – Philadelphia Phillies 4–2 i matcher
  - 1–6; 3–1; 8–5; 7–4; 6–8; 7–3

## Källa
Den här artikeln är helt eller delvis baserad på material från engelskspråkiga Wikipedia.